# 3-тя кавалерійська дивізія (Російська імперія)
3-тя кавалерійська дивізія — кавалерійське з'єднання в складі Російської імператорської армії. З початком Української революції 1917—1921 рр. дивізія була частково українізована. Штаб дивізії: Ковно. Входила в 3-й армійський корпус.
Восени 1917 року як вказує Михайло Ковальчук частина бійців 3-й кавалерійської дивізії визнала радянську владу частина оголосила нейтралітет. При цьому на карті що вміщена в книгу Ковальчука М. зазначено що 3-тя кавалерійська дивізія була наполовину украінізірованна.
Про те, що частина дивізії в кінці 1917 року була україномовна писав у своїй книзі Українська армія в боротьбі за державність Лев Шанковський.

## Історія

### Перша Світова війна 1914-1917
3-тя кавалерійська дивізія брала участь у Першій світовій війні, зокрема Східно-Прусської операції 1914 року  та в Люблин-Холмській битві 9-22 липня 1915 року.

### Українська революція 1917—1921 рр.
10 лютого 1918 року Антонов-Овсієнко наказав комісару Ізюмського повіту Шарову роззброїти залишки дивізії яка перебувала в районі Покровська. Матеріальна частина дивізії була передана в ЦШКГД.
Станом на 18 січня 1918 року:
Підкорилися РНК РРФСР
- 3-й драгунський Новоросійський полк
- 3-й уланський Смоленський полк
- 3-й Донський козачий полк
- 3-й кінно-артилерійський дивізіон

Заявили про нейтралітет
- 3-й гусарський Єлисаветградський полк — Токаєв Ахмет Хасакоевіч розстріл на початку 1918 року в Донбасі при спробі переходу до добровольців.

Станом на 31 січня Антонов-Овсієнко заявляв що вже половина дивізії заявила про свій нейтралітет.
Більшовик Вишняков пише що в кінці лютого 1918 дивізія була ліквідована.  Частина дивізії українізувалася і пішла похідним порядком частина, кинули зброю і розійшлися по домівках.

## Склад дивізії
- 1-ша бригада (Ковно)

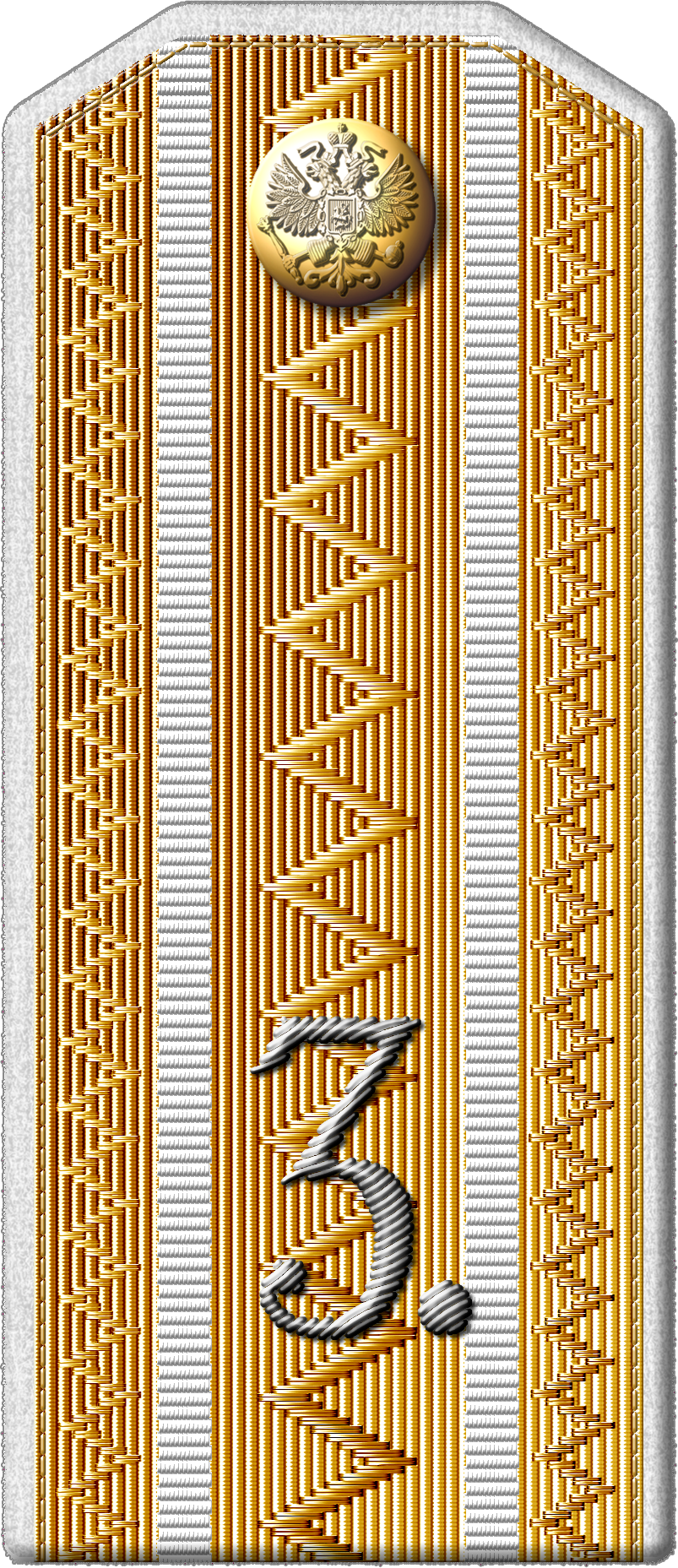
Погон полковника 3-го гусарського Єлисаветградського полку, 2-ї бригади 3-ї кавалерійської дивізії, 1912-1917 рр.

  - 3-й драгунський Новоросійський Е. І. В. Великої Княгині Олени Володимирівни полк
  - 3-й уланський Смоленський Імператора Олександра III полк
- 2-га бригада (Ковно)
  - 3-й гусарський Єлисаветградський Е. І. В. Великої Княжни Ольги Миколаївни полк
  - 3-й Донський козачий Єрмака Тимофійовича полк
  - 3-й кінно-артилерійський дивізіон (Ковно)

## Командування дивізії

### Начальники дивізії
- 27.07.1875 — хх.хх.1879 — генерал-лейтенант барон Гершау, Олександр Петрович
- 12.04.1880 — 18.11.1894 — генерал-майор (з 15.05.1883 генерал-лейтенант) Краєвський, Костянтин Станіславович
- 24.11.1894 — 17.08.1898 — генерал-майор (з 14.05.1896 генерал-лейтенант) Сухотін, Микола Миколайович
- 24.11.1898 — 12.01.1905 — генерал-лейтенант Волькенау, Іван Васильович
- 08.03.1905 — 29.12.1906 — генерал-лейтенант Бістро, Олександр Миколайович
- 29.12.1906 — 24.07.1908 — генерал-лейтенант Оболешев, Олександр Дмитрович
- 31.08.1908 — 15.05.1912 — генерал-лейтенант Шейдеман, Сергій Михайлович
- 21.05.1912 — 18.08.1914 — генерал-майор (з 03.10.1913 генерал-лейтенант) Бельгард, Володимир Карлович
- 22.08.1914 — 13.04.1917 — генерал-майор (з 06.12.1914 генерал-лейтенант) Леонтович, Євген Олександрович
- 16.05.1917 — 29.04.1918 — генерал-майор Біскупський Василь Вікторович

### Начальники штабу дивізії
- 27.07.1875 — 06.02.1876 — полковник Макшеєв-Машона, Микола Олександрович
- 04.11.1880 — 23.12.1889 — полковник Волькенау, Іван Васильович
- 05.02.1890 — 24.02.1892 — полковник Гарнак, Олександр Леонтійович
- 11.03.1892 — 09.01.1895 — полковник М. Н. Есаулов
- 09.01.1895 — 20.07.1895 — в. д. полковник Бобир, Микола Павлович
- 28.07.1895 — 28.01.1900 — Генерального штабу полковник Зарубін, Микола Олександрович
- 17.02.1900 — 24.03.1901 — в. д. полковник Бенескул, Володимир Онуфрійович
- 21.03.1901 — 03.03.1903 — полковник Іозефовіч, Фелікс Домінікович
- 24.04.1903 — 22.02.1907 — полковник Петерс, Володимир Миколайович
- 22.02.1907 — 17.07.1907 — полковник Усов, Адріан Володимирович
- 17.07.1907 — 22.01.1911 — полковник Рубець, Федір Васильович
- 05.02.1911 — 18.10.1914 — полковник Максимович-Васильківський, Павло Васильович
- 08.11.1914 — 09.05.1915 — полковник А. П. Разгонов
- 14.06.1915 — 22.07.1915 — полковник Н. Н. Жілін
- 16.08.1915 — 16.09.1917 — в. д. підполковник Щербаков, Микола Петрович
- 1917 — підполковник Крейтер, Володимир Володимирович

### Командири 1-ї бригади
- 31.08.1881 — 31.10.1881 — генерал-майор Мов, Микола Костянтинович
- 31.10.1881 — 22.06.1886 — генерал-майор сукна, Фрідріх Фрідріхович
- 22.06.1886 — після 01.01.1891 — генерал-майор Арнольді, Євген Кирилович
- 06.09.1891 — 12.05.1897 — генерал-майор Желтухин, Антон Миколайович
- 26.05.1897 — 09.04.1899 — генерал-майор Дембський, Костянтин Варфоломійович
- 28.04.1899 — 03.02.1904 — генерал-майор Карганов, Адам Соломонович
- 04.02.1904 — 03.05.1908 — генерал-майор Коломнін, Дмитро Дмитрович
- 03.05.1908 — 29.01.1915 — генерал-майор Торнау, Олександр Георгійович
- 27.02.1915 — 25.06.1915 — генерал-майор Ладиженський, Гавриїл Михайлович
- 25.06.1915 — 26.06.1916 — генерал-майор Залеський, Петро Іванович
- 26.06.1916 — 04.01.1917 — генерал-майор Ярмінскій Олександр Францевич
- 15.01.1917 — 16.05.1917 — генерал-майор Біскупський, Василь Вікторович
- 19.05.1917 — полковник Хмиря, Петро Євгенович Командири 2-ї бригади
- 27.07.1875 — 12.04.1880 — генерал-майор Краєвський, Костянтин Станіславович
- 20.04.1880 — 01.11.1889 — генерал-майор Жданов, Володимир Петрович
- 07.02.1890 — 17.11.1890 — генерал-майор Мандрикін, Олексій Григорович
- 26.11.1890 — 07.11.1895 — генерал-майор Иловайский, Ілля Васильович
- 20.11.1895 — 04.04.1901 — генерал-майор Трегубов, Олександр Олександрович
- 14.04.1901 — 18.02.1910 — генерал-майор Верба, Федір Семенович
- 23.02.1910 — 22.06.1912 — генерал-майор Іванов, Олександр Миколайович
- 22.06.1912 — 09.11.1913 — генерал-майор Миколаїв, Андрій Михайлович
- 09.11.1913 — 11.10.1914 — генерал-майор барон фон Майдель, Володимир Миколайович
- 26.12.1914 — генерал-майор Хандак, Павло Георгійович

### Командири 3-го кінно-артилерійського дивізіону
- 06.05.1895 — 28.12.1895 — полковник Левицький, Олександр Пафнутьевич

- 01.01.1896 — 02.05.1900 — полковник Слезкин, Олексій Михайлович
- 22.05.1900 — 18.02.1907 — полковник Блюмер, Каспар Миколайович
- 14.03.1907 — 25.08.1908 — полковник Белькович, Микола Миколайович
- 25.08.1908 — 10.12.1913 — полковник Давидов, Григорій Олексійович
- 13.01.1914 — 31.03.1915 — полковник Захарченко, Іван Олександрович
- 11.05.1915 — полковник С. Д. Полянскій

## Перейшли в Українську армію
- Біскупський Василь Вікторович
- Григор'єв Георгій Володимирович — начальник похідної канцелярії Гетьмана.
- Сілін Анатолій Георгійович — полковник Армії УНР.